# Shams al-Baroudi
Shams al-Muluk Gamil al-Baroudi (em árabe: شمس الملوك جميل البارودي) é uma actriz egípcia reformada, que esteve activa nos filmes egípcios e também no cinema libanês durante a década de 1960 e 1970. Lisa Anderson, do diário Chicago Tribune, descreveu-a como "uma das mais belas e glamorosas actrizes de Egipto".

## Carreira
Nascida de um pai egípcio e uma mãe síria, al-Baroudi estudou no Instituto Superior de Arte Dramática no Cairo por dois anos e meio e fez  a sua estreia no cinema com a comédia Marido Contratado ( زوج بالإيجار) do director Ismail Yassin em 1961. Após uma prolífica carreira na década de 1960, foi objecto de atenção com papéis "transgressores" na década de 1970. Após o seu casamento com um parceiro actor, Hassan Youssef em 1972, o casal começou a trabalhar em cooperação até que al-Baroudi decidiu, após o Umrah de 1982, deixar o cinema e utilizar o hijab. Nesse momento Youssef ainda estava a filmar Dois na Estrada (اثنين على الطريق) e após o inesperado retiro da sua esposa, o filme só pôde ser completado e publicada até 1984.

## Após o retiro
Em 2001 Nourah Abdul Aziz Al-Khereiji do Arab News entrevistou al-Baroudi no Festival Al-Madinah 2001. Al-Baroudi descreve que a sua época na actuação foi como "o tempo da ignorância", nome que os muçulmanos usam para referir à época pré-islâmica. A partir de 2004 usava um véu integral e seus os únicos aparecimentos na televisão foram em canais religiosos via satélite. Em 2008 deixou de usar o nicabe que tinha utilizado por 22 anos e começou a usar unicamente o véu.
Lisa Anderson utiliza al-Baroudi como um exemplo do aumento no conservadorismo social da sociedade egípcia.

## Vida pessoal
Al-Baroudi esteve casada com o príncipe Khalid bin Saud da Arábia em 1969, divorciando-se após 13 meses. Desde 1972, está casada com o actor Hassan Youssef. Um dos seus filhos, Omar H. Youssef, também é actor.

## Filmografia
- O prazer e o sofrimento ("al-Mutât wal-Âzab", por volta de 1971)[7]
- Casa de Banho Malatily ("Ĥamam al-Máṯily", 1973)[7]
- Uma Mulher Com uma Má Reputação[1] ("Emraa Sayyeat Assomaa", 1973)